# Schandmaul
I Schandmaul sono un gruppo musicale medieval rock tedesco, originario di Monaco di Baviera e attivo dal 1998. Il nome Schandmaul può essere tradotto come "malelingua" e si riferisce alla mascotte del gruppo, un giullare scheletrico ghignante.

## Storia del gruppo
Il gruppo si è formato nell'estate del 1998, quando sei musicisti provenienti da Monaco e dintorni, tengono insieme un concerto folk rock.  Non soddisfatti delle loro cover, decidono di scrivere alcune canzoni originali per l'evento. La prima canzone scritta è stata Teufelsweib, e a partire da questo brano hanno creato un suono particolare ed inconfondibile. Il primo concerto del gruppo si è tenuto a Gröbenzell. Il gruppo decide così di produrre un CD in maniera autonoma: il risultato è Wahre Helden (1999).
Nei primi anni 2000 la band continua la propria attività con successo esibendosi in diversi festival e suscitando sempre più la curiosità del pubblico. Il loro terzo album è il primo ad entrare in classifica. Nel settembre 2002 vi è un cambio in formazione nel ruolo del bassista.
Nel 2003 esce il primo album live e un DVD. L'anno dopo esce Wie Pech & Schwefel, disco che raggiunge la tredicesima posizione in classifica. Nel corso dell'anno il gruppo si esibisce in tutta Europa e alla fine del 2004 organizza un proprio festival a Monaco. Nel 2005 esce un altro album live, che riscuote un grande successo.
Nel marzo 2006 esce il successivo album Mit Leib und Seele, che entra nella "top 10" della Offizielle Deutsche Charts tedesca. Segue, nell'aprile 2008, il sesto disco Anderswelt. Sempre nel 2008 il gruppo celebra dieci anni di attività con un grande concerto registrato e poi pubblicato in CD e DVD (Sinnfonie). Nel 2009 il gruppo riceve una nomination per il premio Echo.
Nel gennaio 2011 esce il settimo album Traumtänzer. Anche questo ottiene un ottimo successo: numero 4 in classifica. Il successo aumenta così di volta in volta fino alla pubblicazione di Unendlich (gennaio 2014), che raggiunge il secondo posto in classifica. Questo è il primo album prodotto per la Universal e ottiene un forte successo anche in Austria e Svizzera.

## Formazione
Attuale
- Thomas Lindner - voce, chitarra acustica, fisarmonica cromatica (1998-presente)
- Birgit Muggenthaler-Schmack - flauti, ciaramella, cornamusa, voce (1998-presente)
- Anna Kränzlein - violino, ghironda, voce (1998-presente)
- Martin "Ducky" Duckstein - chitarra elettrica, chitarra acustica, chitarra classica, voce (1998-presente)
- Stefan Brunner - batteria, percussioni, voce (1998-presente)
- Matthias Richter - basso, contrabbasso (2003-presente)

Ex componenti
- Hubsi Widmann - basso, mandolino, voce (1998-2003)

## Discografia

### Album in studio
- 1999 – Wahre Helden
- 2000 – Von Spitzbuben und anderen Halunken
- 2002 – Narrenkönig
- 2004 – Wie Pech & Schwefel
- 2006 – Mit Leib und Seele
- 2008 – Anderswelt
- 2011 – Traumtänzer
- 2014 – Unendlich
- 2016 – Leuchtfeuer

### Album dal vivo
- 2003 – Hexenkessel
- 2005 – Kunststück
- 2009 – Sinnfonie

### Raccolte
- 2013 – So weit, so gut 1998-2013

### EP
- 2005 – Bin Unterwegs
- 2006 – Kein Weg zu weit

## Videografia
- 2003 – Hexenkessel
- 2005 – Kunststück
- 2008 – Sinnbilder
- 2009 – Sinnfonie